# 宇宙戦闘機
宇宙戦闘機（うちゅうせんとうき）とは、主にSF作品に登場する架空の兵器で、宇宙空間における戦闘を主たる運用とする戦闘機や攻撃機の機能及び役割を有する小型の宇宙船や宇宙機。航宙機とも呼ばれる場合がある。
主に宇宙戦艦や宇宙空母や宇宙要塞などの艦載機として登場することが多い。この内現実の航空機に近いデザインやサイズのものを宇宙戦闘機、大型、若しくは航空機とはかけ離れたデザインものは宇宙艇と分類されることもある。

## 代表的な宇宙戦闘機
- X-301（スターゲイト SG-1）
- X-302（スターゲイト SG-1）
- デスグライダー（スターゲイト SG-1）
- F-302（スターゲイト SG-1/スターゲイト アトランティス）
- ダーツ（スターゲイト アトランティス）
- Xウイング（スター・ウォーズ）
- Yウイング（スター・ウォーズ）
- Aウィング（スター・ウォーズ）
- Bウイング（スター・ウォーズ）
- TIEファイター（スター・ウォーズ）
- R-9A アローヘッドとそれに連なる一連のR戦闘機（R-TYPEシリーズ）
- アーウィン（スターフォックスシリーズ）
- ウルフェン（スターフォックスシリーズ）
- スター・フューリー（バビロン5）
- ウルトラホーク2号（ウルトラセブン）
- ステーションホーク（ウルトラセブン）
- コスモゼロ（宇宙戦艦ヤマト）
- ブラックタイガー（宇宙戦艦ヤマト）
- コスモタイガーII（宇宙戦艦ヤマト）
- コスモパルサー（宇宙戦艦ヤマト）
- スパルタニアン（銀河英雄伝説）
- ワルキューレ（銀河英雄伝説）
- 可変戦闘機（マクロスシリーズ）
- トリアーエズ（機動戦士ガンダム）
- セイバーフィッシュ（機動戦士ガンダム）
- ガトル（機動戦士ガンダム）
- コア・ファイター（ガンダムシリーズ）
- コア・ブースター（機動戦士ガンダム）
- Gファイター（機動戦士ガンダム）
- ΖプラスC1型（ガンダム・センチネル）
- ワイバーン（ガンダム・センチネル）
- スペースウルフ（宇宙海賊キャプテンハーロック）
- メビウス（機動戦士ガンダムSEED）
- コスモグラスパー（機動戦士ガンダムSEED MSV）
- ビックバイパー（グラディウス/沙羅曼蛇シリーズ）
- シルバーホーク（ダライアスシリーズ）
- ロードブリティッシュ（沙羅曼蛇シリーズ）
- コロニアル・バイパー（宇宙空母ギャラクティカ）
- サイロン・レイダー（宇宙空母ギャラクティカ）
- 紋章機 （ギャラクシーエンジェル）